# پتروپولیس، برزیل
پتروپولیس، برزیل (به پرتغالی: Petrópolis) یک شهرستان برزیل و شهر در برزیل است که در ریو دو ژانیرو واقع شده‌است. پتروپولیس ۷۹۵٫۷۹۸ کیلومتر مربع مساحت و ۲۹۵٬۹۱۷ نفر جمعیت دارد و ۸۳۸ متر بالاتر از سطح دریا واقع شده‌است.

## خواهرخوانده
شهر سینترا خواهرخواندهٔ پتروپولیس، برزیل هست.